# Eeyou Istchee
Eeyou Istchee – terytorium równoważne z regionalną gminą hrabstwa (territoire équivalent à une municipalité régionale de comté, TÉ) w regionie administracyjnym Nord-du-Québec prowincji Quebec, w Kanadzie.
Terytorium zostało wydzielone 30 listopada 2007 i obejmuje obszar gmin zamieszkałych przez Indian Kri, wcześniej stanowiących część terytorium Jamésie (w tym jeden obszar część Kativiku). Eeyou Istchee jest jedną z trzech części składowych regionu Nord-du-Québec.
Eeyou Istchee liczy 16 350 mieszkańców. Język kri jest językiem ojczystym dla 89,8%, angielski dla 6,3%, francuski dla 2,6% mieszkańców (2011).
W skład terytorium wchodzą:
- Waswanipi (wieś Indian Kri i ziemia zarezerwowana dla Indian Kri o tej samej nazwie)
- Mistissini (wieś Kri i ziemia zarezerwowana dla Kri)
- Waskaganish (wieś Kri i ziemia zarezerwowana dla Kri)
- Nemiscau (wieś Kri i ziemia zarezerwowana dla Kri)
- Eastmain (wieś Kri i ziemia zarezerwowana dla Kri)
- Wemindji (wieś Kri i ziemia zarezerwowana dla Kri)
- Chisasibi (wieś Kri i ziemia zarezerwowana dla Kri)
- Whapmagoostui (wieś Kri i ziemia zarezerwowana dla Kri)
- osada indiańska Oujé-Bougoumou